# 1933-as közép-európai kupa
Az 1933-as közép-európai kupa a Közép-európai kupa történetének hetedik kiírása volt. A sorozatban Ausztria, Csehszlovákia, Magyarország és Olaszország képviseltette magát 2-2 csapattal.A csapatok kupa rendszerben 2 mérkőzésen döntötték el a továbbjutást. Ha az összesítésben ugyanannyi gólt szereztek a csapatok a párharcokban, akkor egy újabb összecsapáson dőlt el a továbbjutó kiléte.
A kupát az FK Austria Wien nyerte el, története során első alkalommal.

## Negyeddöntő
| 1. csapat       | Össz. | 2. csapat                | 1. mérk. | 2. mérk. |
| --------------- | ----- | ------------------------ | -------- | -------- |
| Újpest FC       | 4–10  | Juventus FC              | 2–4      | 2–6      |
| SK Slavia Praha | 3–4   | FK Austria Wien          | 3–1      | 0–3      |
| MTK Budapest FC | 3–5   | AC Sparta Praha          | 2–3      | 1–2      |
| First Vienna FC | 1-4   | FC Internazionale Milano | 1–0      | 0–4      |

## Elődöntő
| 1. csapat                | Össz. | 2. csapat       | 1. mérk. | 2. mérk. |
| ------------------------ | ----- | --------------- | -------- | -------- |
| FC Internazionale Milano | 6–3   | AC Sparta Praha | 4–1      | 2–2      |
| FK Austria Wien          | 4–1   | Juventus FC     | 3–0      | 1-1      |

## Döntő
| 1. csapat                | Össz. | 2. csapat       | 1. mérk. | 2. mérk. |
| ------------------------ | ----- | --------------- | -------- | -------- |
| FC Internazionale Milano | 3–4   | FK Austria Wien | 2–1      | 1–3      |